# Gibbaeum petrense
Gibbaeum petrense es una especie de planta suculenta perteneciente a la familia de las aizoáceas.  Es originaria de Sudáfrica.

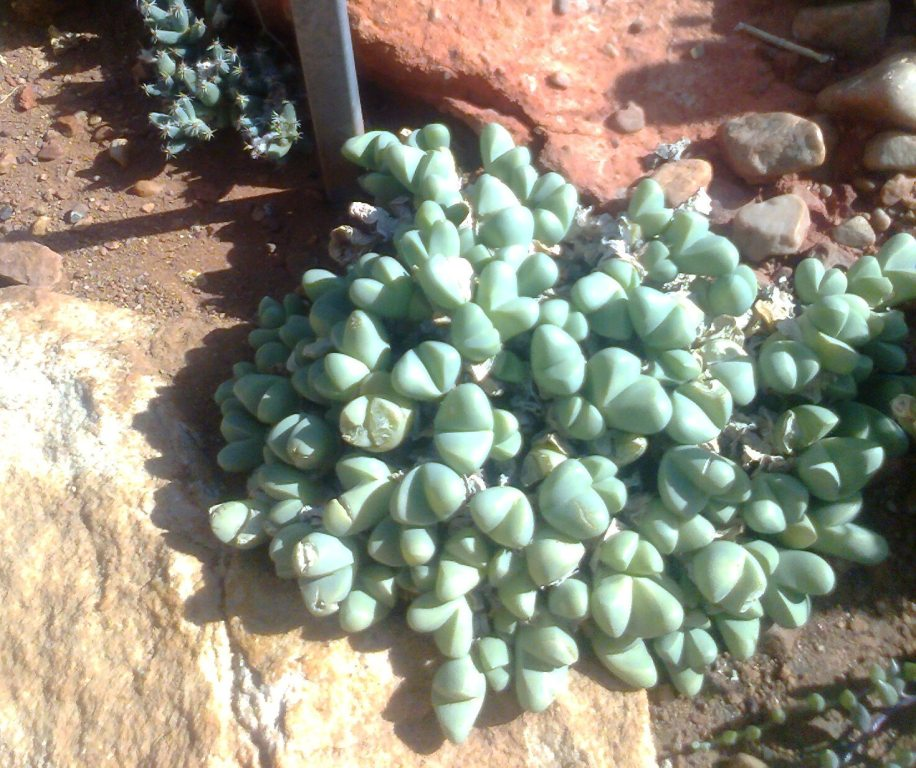
Vista de la planta

## Descripción
Es una pequeña planta suculenta perennifolia de pequeño tamaño que alcanza los 5 cm de altura a una altitud de 400 - 630   metros en Sudáfrica.
Es una pequeña planta con forma de piedras que son dos hojas carnosas desiguales apretadas conjuntamente.

## Taxonomía
Gibbaeum petrense fue descrito por (N.E.Br.) Tischler y publicado en Kakteen und andere Sukkulenten 1: 151. 1937.
Etimología
Gibbaeum: nombre genérico que deriva del latín gibba que significa "tuberculada".
petrense: epíteto latino que significa "como una piedra".
Sinonimia
- Gibbaeum haagei Schwantes ex H.Jacobsen
- Argeta petrense N.E.Br.
- Gibbaeum tischleri H.Wulff[3][4]